# Las Ferias (barrio)
Las Ferias es un barrio de la UPZ 26 perteneciente la localidad de Engativá del noroccidente de Bogotá y al oriente de su Localidad.

## Historia
El 27 de septiembre de 1930, Hernando Villa compró los terrenos que hoy en día conforman el barrio Las Ferias y que en ese entonces hacían parte de La Hacienda la Esperanza. Villa se asoció con Salomón Gutt para crear la “Compañía Urbanizadora Las Ferias Ltda.”. Según algunas versiones, el nombre con el que los urbanizadores bautizaron al barrio, viene de sus intenciones de construir en ese sector una plaza de ferias ganaderas. Sin embargo, también se dice que antiguamente hacían una feria ganadera en esos terrenos.
A finales de la década del 40 y principios del 50, la Empresa Municipal de Bogotá, por intermedio de la Junta de Mejoras, lograron que instalaran un servicio de agua a través de tubos. Los alcantarillados empiezan a ser instalados en 1958,  En 1945 se instalaron los primeros postes de luz. En 1959, la Junta de Mejoras se institucionalizó y se convirtió en la Junta de Acción Comunal (JAC).
Esta galería con 50 años de historia, fue inaugurada en 1964 en la administración de Jorge Gaitán Cortés.
La Biblioteca Pública de Las Ferias fue inaugurada el 13 de septiembre de 1997.

## Geografía
Ubicado al norte de la Localidad de Engativá al costado Sur de la Calle 80 y al norte de la Calle 72 entre la Carrera 68 y la Avenida Rojas.

## Barrios vecinos
- Metrópolis
- La Estrada
- Julio Flores
- La Bonanza

## Sitios importantes
- Plaza Distrital de Mercado Las Ferias.[3]
- Biblioteca Pública Las Ferias.[4]
- Colegio Magdalena Ortega de Nariño
- Colegio de la Presentación
- Instituto Técnico Distrital Juan del Corral
- IED Naciones Unidas
- IED República de Bolivia
- Sede principal de la Iglesia de Dios Ministerial de Jesucristo Internacional
- Politécnico Internacional Sede Calle 80
- Estación de Bomberos Las Ferias
- CAI de Las Ferias

## Infraestructura
- Ferias (estación) del sistema Transmilenio.

## Acceso y Vías
Al barrio se puede acceder por la Calle 80, por la carrera 68, por la avenida Rojas, y por la calle 72.